# إيفان أرتور توريس
إيفان أرتور توريس (بالإسبانية: Iván Arturo Torres)‏ (27 فبراير 1990 في باراغواي - ) هو مدرب كرة قدم ولاعب كرة قدم باراغواياني في مركز الوسط. شارك مع منتخب الباراغواي تحت 20 سنة لكرة القدم. أما مع النوادي، فقد لعب مع أوليمبيا أسونسيون وسيرو بورتينيو ونادي غرناطة.

## وصلات خارجية
- إيفان أرتور توريس على موقع قاعدة بيانات كرة القدم.إي يو (الإنجليزية)
- إيفان أرتور توريس على موقع ناشيونال فوتبول تيمز (الإنجليزية)
- إيفان أرتور توريس على موقع Soccerway.com (الإنجليزية)
- إيفان أرتور توريس على موقع AS.com (الإسبانية)